# Henry Irving
Henry Irving, eg. John Henry Brodribb Irving, född 6 februari 1838 i Keinton-Mandeville, Somerset, död 13 oktober 1905 i Bradford, West Yorkshire, var en brittisk skådespelare.
Henry Irving var en av Storbritanniens främsta teaterskådespelare och kan ses som en manlig motsvarighet till Ellen Terry, som han ofta spelade tillsammans med. Åren 1856–71 var han anställd vid olika teatrar i Edinburgh, Glasgow, Manchester, Liverpool och London. Han grundlade sitt rykte från 1871, och framträdde huvudsakligen vid Lyceum Theatre i London, där han blev teaterdirektör 1878. Han gästspelade från 1883 flera gånger i USA. Irving hade framgångar både inom komiken och tragedin.
Han satte upp en rad framgångsrika Shakespearepjäser, bland annat Romeo och Julia 1882 där han spelade huvudrollen tillsammans med Ellen Terry.
Han var god vän med författaren Bram Stoker, och anses ha varit en av inspirationskällorna till karaktären Greve Dracula. Stoker var även Irvings manager. Irving var den förste skådespelare som adlades, år 1895.
Henry Irving dog under en turné i Bradford 13 oktober 1905, 67 år gammal.

## Teaterroller (i urval)
- Hamlet (1874)
- Macbeth (1875)
- Othello (1876)
- Richard III (1877)
- Romeo och Julia (1882)